# ویلیام هارتنل
ویلیام هنری هارتنل(به انگلیسی: William Henry Hartnell) یک بازیگر انگلیسی بود. هارتنل اولین کسی بود که نقش دکتر را در سریال دکتر هو در طی سال ۱۹۶۳ تا ۱۹۶۶ بازی کرد.